# История Бенрата
История Бенрата, как административного района Дюссельдорфа (Германия) насчитывает несколько этапов.

## Археологические свидетельства
Бенрат расположен на высокой, даже в годы больших наводнений Рейна не заливаемом участке речной террасы.
Непосредственная близость к воде и безопасность от стихийных наводнений послужили основанием размещения здесь поселения времени позднего железного века. Оно было обнаружено археологами в 1957 году у причала Бенрата и относится к кельтской латенской культуре. На месте раскопок были обнаружены погребальные сосуды.
Вторая значит археологическая находка была сделана в 1959 году на границе Бенрата и Бенратского леса. Здесь был отрыт предположительно мотт — укреплённый частоколом господский дом на насыпном холме, имеющий овальную форму с остатками разбитого глиняного пола и сосудов. Время постройки — примерно XI век.

## До 1800 года
Первоначально местность вокруг современного Бенрата называлась «Роде» (Rode), что означало «корчевание» или «выкорчеванный район». Само же наименование «Бенрат» берёт начало от похожего слова «Бенроде». В документе XIII века указывается Герлакус де Роде (Gerlacus de Rode), а в кёльнском документе 1222 года неким свидетелем впервые проходит Еверхардус де Бенроде (Everhardus de Benrode). Он же упоминается в последующих исторических документах 1224, 1227 и 1241 годов, а вот в исторических свидетельствах конца XIV века чаще упоминается несколько другое имя — «де Ройде» (de Royde) или «фон Ройде» (von Royde).
C 1330 года документально зафиксировано временное владение графов Берг на территории бывшего замка господ Бенроде. На самом деле графы получили территорию крепости Бенрат в собственное владение немного ранее, о чём свидетельствует косвенное упоминание. Господа фон Бенроде обновили своё поселение на левом берегу Рейна в начале XV века. В документе от 24 марта 1410 года они уже назывались господами «ван Схефен» (van Scheven). Этот факт подтверждается в следующем документе, датированным 4 апреля 1414 года, в котором братья Годарт и Йохан именуются «ван Бенроде, называемые ван Схефен» («van Benroide gnant van Scheven»).
В 1405 году усадьба, возникшая на месте крепости дворян Бенроде, была отдана вдове герцога Вильгельма II Анне Баварской в качестве вдовьей резиденции. Эта усадьба находилась немного восточнее сегодняшнего рабочего двора замка в районе оранжереи. С другой стороны, эта старая усадьба стала частью
замка, обнесённого рвом, построенного между 1651 и 1674 годами. Она, в свою очередь, была в значительной степени снесена во второй половине XVIII века, чтобы освободить место для нового дворца Бенрат. Старые дворовые постройки замка, восходящие к первоначальной крепости дворян Бенроде, были снесены в 1778 году, а нынешние дворовые строения затем были перестроены.